# Peñas del Erizo
Peñas del Erizo es una urbanización perteneciente al municipio de Palazuelos de Eresma, en la provincia de Segovia, comunidad autónoma de Castilla y León, España. Fundada el 21 de julio de 1988, está situada junto a la CL-601, al sur de esta y en 2021 contaba con 47 habitantes censados. Peñas del Erizo conforma junto con Carrascalejo, Quitapesares y Parque Robledo el núcleo poblacional de Santa María de Robledo.

## Geografía

### Límites
| Noroeste: Carrascalejo                              | Norte: Carrascalejo | Noreste: Palazuelos de Eresma    |
| Oeste: Carrascalejo                                 |                     | Este: Parque Robledo             |
| Suroeste: Segovia, Carrascalejo                     | Sur: Segovia        | Sureste: Segovia, Parque Robledo |
| ----Mapa interactivo — Ubicación de Peñas del Erizo |                     |                                  |

## Administración y política
Peñas del Erizo depende del Ayuntamiento de Palazuelos de Eresma, donde desde las elecciones municipales de 2011 el alcalde es Jesús Nieto Martín, del Partido Popular.
El concejal Fernando del Río Rodríguez, es el representante del alcalde en Peñas del Erizo.

## Autobuses

Plano Metropolitano Segovia donde aparece la línea M8 a su paso por Peñas del Erizo

Al igual que todos los núcleos de población de Palazuelos de Eresma, Peñas del Erizo forma parte de la red de transporte Metropolitano de Segovia que va recorriendo los distintos pueblos de la provincia.
| Línea | Trayecto |
| ----- | --- |
| M8    | Valsaín - Segovia (por Peñas del Erizo - Quitapesares - Parque Robledo - La Granja - La Pradera de Navalhorno - Barrio Nuevo) |

## Demografía
Evolución de la población
| Gráfica de evolución demográfica de Peñas del Erizo entre 2000 y 2021                                                       |
| |
| Población residente (2000-2020) según los censos de población del INE. Población según el padrón municipal de 2021 del INE. |

## Cultura

### Fiestas
- Santiago Apóstol, del 20 al 22 de julio.[12][13]